# Initiative Transparente Wissenschaft
Die Initiative Transparente Wissenschaft, ehemals AntiPlag Austria, ist eine österreichische Plagiatsjägerinitiative, die am 6. März 2011 gemeinsam von Gerhard Fröhlich, einem Professor der Universität Linz, und dem Medienwissenschaftler und Publizisten Stefan Weber gegründet wurde.

## Zielsetzung
Laut Selbstaussage "beschäftigt sich [die Initiative] mit dem bislang oft fragwürdigen Umgang mit Vorwürfen wissenschaftlichen Fehlverhaltens, insbesondere des Plagiarismus und der Datenfälschung" innerhalb Österreichs, aber auch darüber hinaus.

## Struktur
Die Seite ist in Wikiform bei der Plattform fandom.com angelegt, um "eine internationale Debatte über die Nutzung kollaborativer Web-Plattformen bei der Behandlung von Fragen möglichen wissenschaftlichen Fehlverhaltens [zu] stimulieren". Demnach kann sich jeder an der Suche nach Plagiaten und der Diskussion darüber beteiligen.

## Untersuchungen
Jeder kann Untersuchungen vorschlagen und sich an den Untersuchungen beteiligen. Bis ein solider Verdacht besteht, wird der Name des Autors geheim gehalten.